# Маковская (река)
Мако́вская (также Дипкун) — река в Красноярском крае России, левый приток реки Турухан.
Река вытекает из крупного озера Маковское на севере Туруханского района в левобережье Енисея на высоте 62 м над уровнем моря. Протекает по незаселённой таёжной заболоченной местности. Преимущественное направление течения — юго-западное. Впадает в Турухан близ упразднённой деревни Маковка на высоте 13 м над уровнем моря. Длина реки составляет 194 км. Площадь водосборного бассейна — 4480 км². Разливается, образуя озеро Кодез при впадении рек Язевая и Щучья. В среднем и нижнем течении ширина реки составляет 45-50 м при глубине до 2 м. Постоянные поселения на реке отсутствуют. В бассейне много озёр, в том числе такие крупные как Маковское и Налимье.

## Притоки
По порядку от устья к истоку:
- 9 км: без названия (пр)
- 22 км: Шитыльтолькы (лв)
- 49 км: Касылькы (пр)
- 51 км: Нюнгнягда (пр)
- 56 км: Сарелькы (лв)
- 62 км: Русская (лв)
- 97 км: Давендук (пр)
- 110 км: Кедровая (пр)
- 113 км: Холмовая (пр)
- 134 км: Бучимэ (лв)
- 148 км: Щучья (лв)
- 155 км: Язевая (лв)
- 173 км: Холукачи (пр)

## Данные водного реестра
По данным государственного водного реестра России и геоинформационной системы водохозяйственного районирования территории РФ, подготовленной Федеральным агентством водных ресурсов:
- Бассейновый округ — Енисейский
- Речной бассейн — Енисей
- Речной подбассейн — Енисей ниже впадения Нижней Тунгуски
- Водохозяйственный участок — Енисей от впадения Нижней Тунгуски до в/п города Игарка без реки Курейка от истока до Курейского гидроузла
- Код водного объекта — 17010800212116100097957